# Río Salor
Río Salor este o arie protejată (arie specială de conservare — SAC, sit de importanță comunitară — SCI) din Spania întinsă pe o suprafață de 391,15 ha, integral pe uscat.

## Localizare
Centrul sitului Río Salor este situat la coordonatele 39°26′36″N 6°40′29″W / 39.443333°N 6.674722°V.

## Înființare
Situl Río Salor a fost declarat sit de importanță comunitară în decembrie 1997 pentru a proteja 41 de specii de animale. Situl a fost protejat și ca arie specială de conservare în mai 2015.

## Biodiversitate
Situată în ecoregiunea mediteraneană, aria protejată conține 4 habitate naturale: Dehesas cu Quercus spp. perene, Galerii și tufărișuri riverane sudice (Nerio-Tamaricetea și Securinegion tinctoriae), Tufărișuri termo-mediteraneene și de pre-deșert, Pseudostepă cu ierburi și specii anuale de Thero-Brachypodietea.
La baza desemnării sitului se află mai multe specii protejate:
- păsări (33): lăcar mare (Acrocephalus arundinaceus), pescăruș albastru (Alcedo atthis), rață pitică (Anas crecca), rață mare (Anas platyrhynchos), fâsă de luncă (Anthus pratensis), lăstunul mare (Apus apus), stârc cenușiu (Ardea cinerea), buha (Bubo bubo), barză albă (Ciconia ciconia), șerpar (Circaetus gallicus), lăstun de casă (Delichon urbica), egretă albă (Egretta alba), egretă mică (Egretta garzetta), măcăleandru (Erithacus rubecula), Galerida theklae, acvilă pitică (Hieraaetus pennatus), rândunică roșcată (Hirundo daurica), rândunică (Hirundo rustica), sfrâncioc cu cap roșu (Lanius senator), ciocârlie de pădure (Lullula arborea), prigoare (Merops apiaster), gaia neagră (Milvus migrans), gaia roșie (Milvus milvus), codobatură galbenă (Motacilla alba), codobatură de munte (Motacilla cinerea), Oenanthe leucura, cormoran mare (Phalacrocorax carbo), corcodel-cu-gât-negru (Podiceps nigricollis), turturică (Streptopelia turtur), silvie de tufiș (Sylvia undata), fluierarul de zăvoi (Tringa ochropus), sturz-cântător (Turdus philomelos), pupăză (Upupa epops)
- mamifere (2): lupul (Canis lupus), vidră de râu (Lutra lutra)
- pești (5): Cobitis paludica, Luciobarbus comizo, Pseudochondrostoma polylepis, Rutilus alburnoides, Rutilus lemmingii
- reptile (1): Mauremys leprosa

Pe lângă speciile protejate, pe teritoriul sitului au mai fost identificate 4 specii de păsări, 1 specie de reptile.